# Tvorovice
Tvorovice är en ort i Tjeckien.   Den ligger i regionen Olomouc, i den östra delen av landet, 220 km öster om huvudstaden Prag. Tvorovice ligger 232 meter över havet och antalet invånare är 303.
Terrängen runt Tvorovice är platt. Runt Tvorovice är det ganska tätbefolkat, med 160 invånare per kvadratkilometer. Närmaste större samhälle är Prostějov, 13,4 km nordväst om Tvorovice. Trakten runt Tvorovice består till största delen av jordbruksmark.